# Haematobia irritans
Haematobia irritans är en tvåvingeart som först beskrevs av Carl von Linné 1758.  Haematobia irritans ingår i släktet Haematobia och familjen husflugor. Arten är reproducerande i Sverige. Inga underarter finns listade i Catalogue of Life.

## Bildgalleri

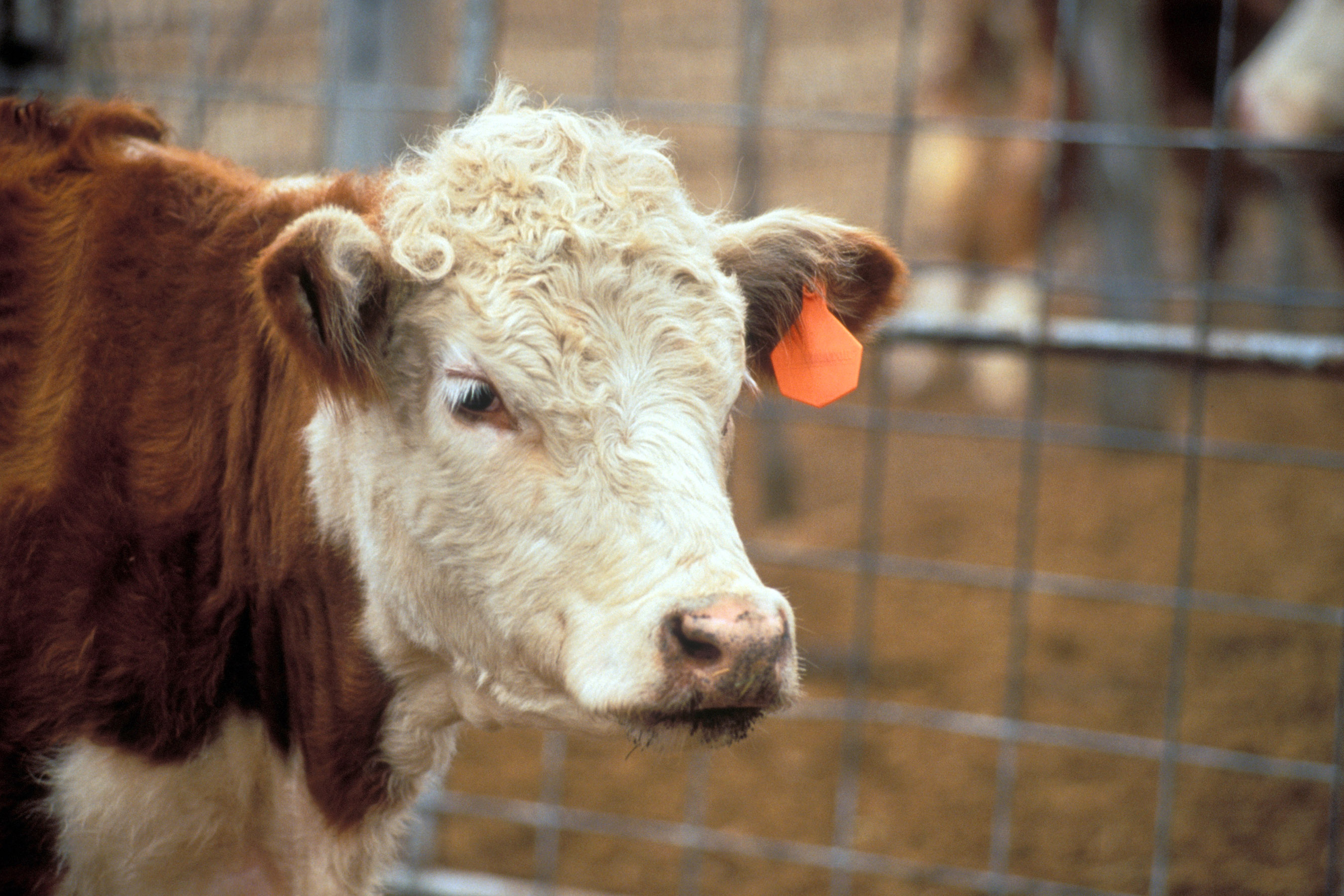